# NGC 4077
NGC 4077 = NGC 4140 ist eine linsenförmige Galaxie vom Hubble-Typ S0 im Sternbild Jungfrau. Sie ist schätzungsweise 313 Millionen Lichtjahre von der Milchstraße entfernt.
Das Objekt wurde am 20. Dezember 1784 von Wilhelm Herschel entdeckt.